# Santa Giustina Val di Lecca
Santa Giustina Val di Lecca è una frazione del comune di Bardi, in provincia di Parma.
La località dista 16,13 km dal capoluogo.

## Geografia fisica
Il piccolo borgo appenninico di Santa Giustina sorge alla quota di 809 m s.l.m. sulla sponda sinistra del torrente Lecca, alle pendici orientali del monte Ragola; nella stessa vallata si trovano nelle vicinanze le località di Frassineto, alla quota di 815 m s.l.m., Roncole, alla quota di 802 m s.l.m., Granere, alla quota di 1068 m s.l.m., e Tiglio, alla quota di 816 m s.l.m.

## Origini del nome
La località deve il suo nome a santa Giustina, le cui reliquie furono traslate da Roma al duomo di Piacenza nel 1001 transitando, secondo la tradizione, attraverso il piccolo borgo.

## Storia
Il borgo di Santa Giustina sorse in epoca medievale; la zona dell'alta val Lecca apparteneva all'epoca alla famiglia Granelli, che nel 1141, sottoscrivendo un atto di sottomissione al Comune di Piacenza, cedette alla città tutti i beni in suo possesso e in cambio fu investita dei diritti feudali sugli stessi.
A difesa del territorio fu edificato sul vicino monte Ragola il castello di Pietracravina, menzionato per la prima volta nel 1184.
Nel 1260 il marchese Oberto II Pallavicino, insieme ad altri ghibellini cacciati da Piacenza, si rifugiò nella rocca e la fortificò; pochi mesi dopo, rientrato in città, ne scacciò Alberto da Fontana e i guelfi, che nel 1266 riconquistarono il maniero, restituendolo ai Granelli; tre anni dopo Ubertino Landi si impossessò del castello, ma lo distrusse l'anno seguente, nel timore di un attacco; ciò nonostante, i guelfi occuparono le rovine e le ripararono; i ghibellini contrattaccarono e, rientrati nella rocca, la fortificarono nuovamente, ma dopo pochi mesi furono costretti a rivenderla al Comune di Piacenza; i Granelli e i Lusardi si allearono con Ubertino Landi e riuscirono a rimpossessarsi delle terre perdute, tra cui Pietracravina, che fu restituita al Conte; tuttavia, nel 1273 i guelfi riuscirono a riconquistarla, ma nuovamente nel 1276 i Granelli, con l'aiuto dei Lusardi, la ripresero.
Entro il XIV secolo a Santa Giustina fu costruita una cappella, menzionata per la prima volta nel 1352 tra le dipendenze della pieve di Pione.
Nel 1405 il duca di Milano Giovanni Maria Visconti confermò al conte Galvano Landi le antiche investiture su vari castelli, tra cui Pietracravina, e lo stesso fece nel 1412 il suo successore Filippo Maria Visconti; i Granelli, alleati dei Landi, continuarono a occupare il maniero di Pietracravina, ma nel 1449 precedettero nella riconquista del castello di Compiano il conte Manfredo Landi, che per vendetta li scacciò da Pietracravina; l'anno seguente Bartolomeo Granelli si appellò al doge di Genova Lodovico Fregoso e, su suo consiglio, al duca di Milano Francesco Sforza, che nel 1451 dettò i termini di pace tra le due famiglie, prevedendo il riconoscimento formale dell'investitura dei Landi sui feudi contesi ma concedendo ampie libertà ai Granelli; nel 1454 il Duca, per dimostrare la sua riconoscenza al Conte che l'aveva sostenuto negli scontri per la conquista del potere a Milano, gli confermò tutti i diritti già riconosciuti ai suoi avi.
In seguito all'abolizione dei diritti feudali sancita da Napoleone per il ducato di Parma e Piacenza nel 1805, Santa Giustina divenne frazione del nuovo comune (o mairie) di Boccolo de' Tassi.
Nel 1923 il comune di Boccolo de' Tassi fu scorporato dalla provincia di Piacenza e assegnato a quella di Parma, mentre nel 1927 fu sciolto e suddiviso tra i comuni di Farini d'Olmo, Ferriere, Bardi e il neo-costituito Pione, a sua volta assorbito da quello di Bardi dopo soltanto 5 mesi.

## Monumenti e luoghi d'interesse

### Chiesa di Santa Giustina

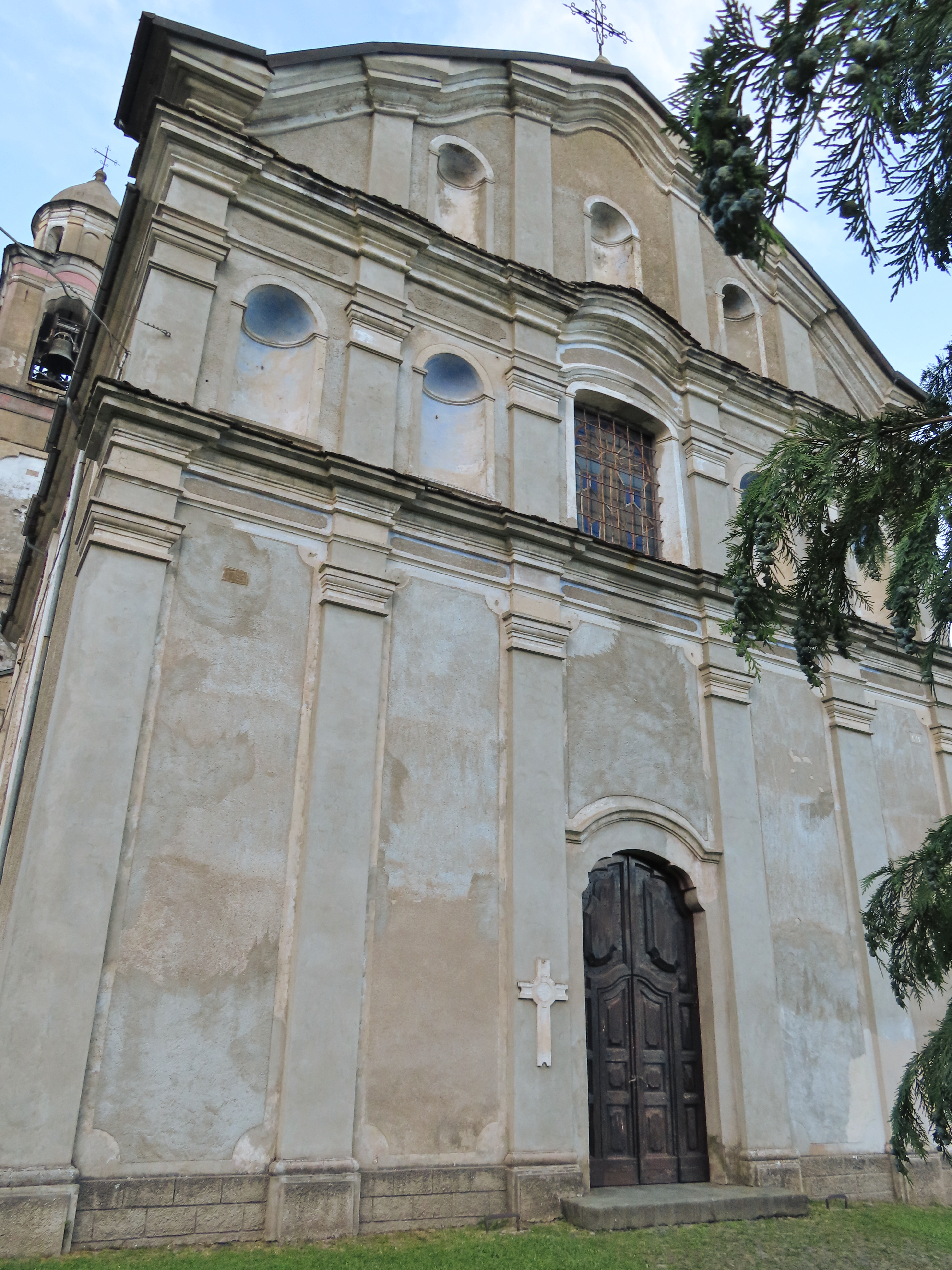
Facciata della chiesa di Santa Giustina

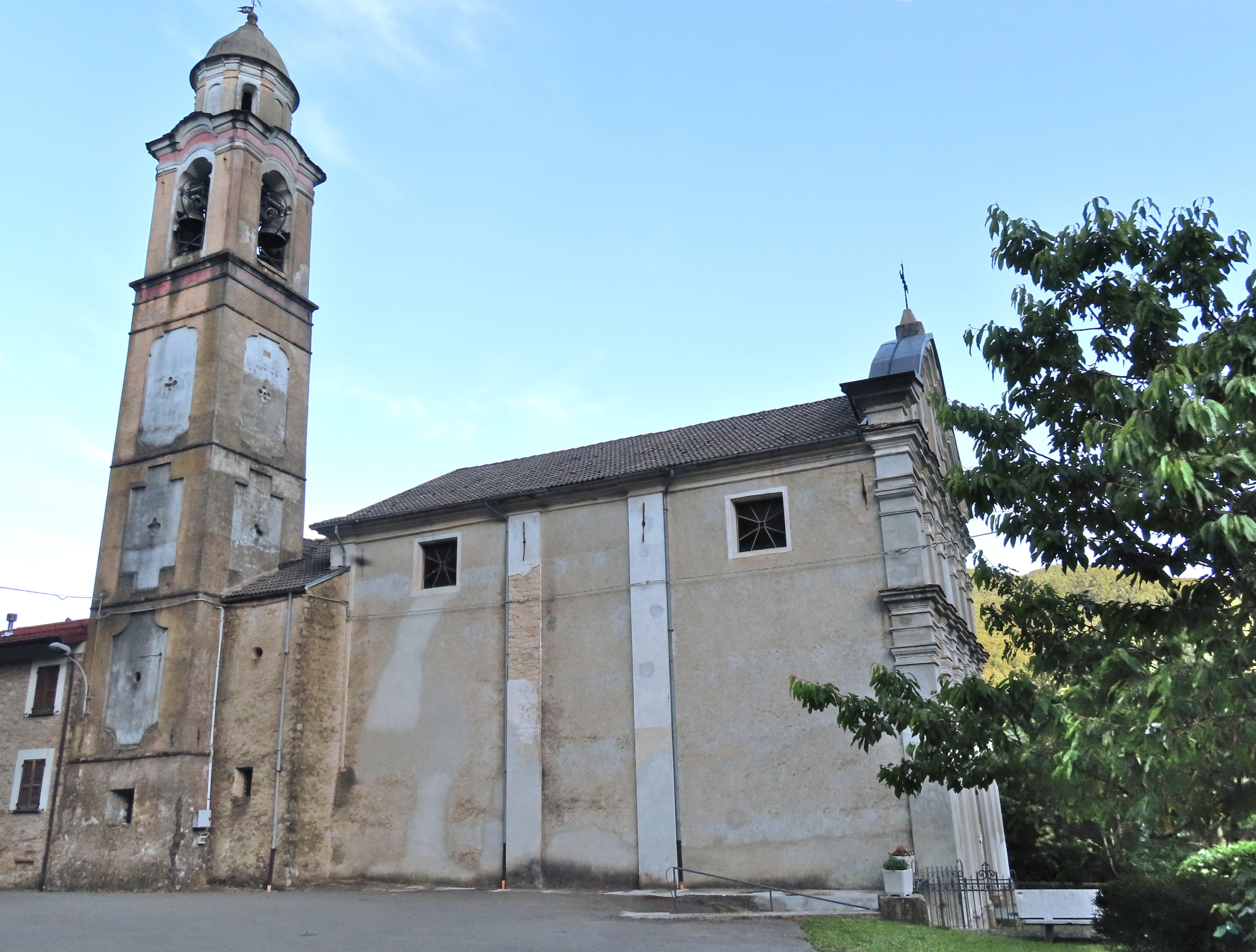
Lato nord-ovest della chiesa di Santa Giustina

Menzionata per la prima volta nel 1352, la chiesa medievale di Santa Giustina fu ricostruita in forme barocche tra il 1782 e il 1785. Il luogo di culto, caratterizzato dalla monumentale facciata su tre ordini, è internamente decorato con lesene doriche e affreschi nella navata e nelle sei cappelle laterali; l'edificio conserva varie opere di pregio, tra cui il pulpito, il coro e un credenzone in legno intagliato realizzati nel 1780 da Romolo Campanini per il monastero di San Francesco di Bardi, soppresso nel 1805.

### Cimitero
Costruito agli inizi del XIX secolo sul retro della chiesa di Santa Giustina, l'edificio cimiteriale, interamente realizzato in pietra, è caratterizzato dalla monumentale facciata a salienti neoclassica elevata su un doppio ordine di lesene doriche; al livello terreno si apre nel mezzo un elegante porticato a tre arcate a tutto sesto, mentre a coronamento si staglia un grande frontone triangolare.

### Oratorio della Beata Vergine della Neve
Edificato nel 1865, l'oratorio neoclassico di Frassineto presenta una facciata a capanna intonacata, con un portale d'ingresso centrale ad arco a tutto sesto affiancato da due finestrelle rettangolari; alle estremità si ergono due lesene doriche a sostegno del frontone triangolare di coronamento, sormontato nel mezzo da un campanile a vela; all'interno la piccola navata, coperta da una volta a botte affrescata, è ornata sulle pareti con lesene doriche a sostegno del cornicione perimetrale; il presbiterio absidato accoglie l'altare maggiore marmoreo a mensa e le statue ottocentesche di San Rocco e della Madonna della Neve.

### Oratorio della Beata Vergine delle Grazie
Edificato nel 1836 e benedetto nel 1853, l'oratorio neoclassico di Roncole presenta una facciata a capanna in pietra, con un portale d'ingresso centrale ad arco a tutto sesto affiancato da due finestrelle quadrate; il prospetto è scandito da quattro lesene doriche a sostegno del frontone triangolare di coronamento, sormontato nel mezzo da un campanile a vela; all'interno la piccola navata, coperta da una volta a botte, è ornata sulle pareti con lesene doriche a sostegno del cornicione perimetrale; il presbiterio absidato accoglie l'altare maggiore.

### Oratorio della Beata Vergine di Caravaggio
Edificato nel 1880 e consacrato nel 1908, l'oratorio neoclassico di Granere presenta una facciata a capanna in pietra, con un portale d'ingresso centrale ad arco a tutto sesto affiancato da due finestre ad arco ogivale; alle estremità si ergono due lesene a sostegno del frontone triangolare di coronamento; al termine del lato destro si erge un piccolo campanile, con cella campanaria sormontata da una lanterna a pianta circolare; all'interno la navata, coperta da una volta a botte, è ornata sulle pareti con lesene doriche a sostegno del cornicione perimetrale; il presbiterio absidato accoglie l'altare maggiore e i dipinti raffiguranti La Trinità, l'Ostensorio e il Monogramma della Vergine risalenti agli inizi del XX secolo.

### Oratorio di San Rocco
Edificato nel 1855 e consacrato nel 1880, l'oratorio neoclassico di Tiglio, ristrutturato nel 1919, presenta una facciata a capanna in pietra, con un ampio portale d'ingresso centrale ad arco a tutto sesto affiancato da due finestrelle rettangolari; alle estremità si ergono due lesene doriche a sostegno del cornicione modanato in aggetto, sormontato da una larga apertura a lunetta; a coronamento si erge nel mezzo un campanile a vela; all'interno la piccola navata, coperta da una volta a botte affrescata, è ornata sulle pareti con lesene doriche a sostegno del cornicione perimetrale; il presbiterio absidato accoglie l'altare maggiore e, all'interno di una nicchia, la statua lignea di Santa Rita.

### Castello di Pietracravina
Menzionato per la prima volta nel 1184, il castello, edificato sul monte Ragola probabilmente per volere della famiglia Granelli, tra il 1260 e il 1276 fu conteso in numerose battaglie da guelfi e ghibellini, ma fu infine riconquistato dai Granelli alleati dei Landi, che ne furono investiti nel 1405, nel 1412 e nel 1454; abbandonato in epoca imprecisata, scomparve completamente.